# Liquidambar orientalis
El liquidàmbar oriental, també conegut com a estorac oriental, és un arbre de la família de les hamamelidàcies present al Pròxim Orient, especialment a Turquia i Síria. És apreciat tant per la seva fusta com per la seva saba. A Catalunya, no es troba de manera silvestre, tot i que pot ser cultivat.

## Etimologia
El terme liquidambar fa referència a "ambre líquid", a causa del color i aspecte que presenta la seva resina. Pel que fa a orientalis es refereix a l'hàbitat natural de la planta, és a dir, el Pròxim Orient.

## Descripció morfològica
El liquidàmbar oriental és un arbre gran de fullatge caduc de fins a 20 metres d'alçada, molt ramificat i amb una escorça molt gruixuda, d'uns 100 centímetres de diàmetre i de color grisós, i que presenta canals secretors a la part externa de la medul·la. Les fulles són simples sense baina de color verd brillant, palmades amb 3-5 lòbuls de marges serrats, alternes, estipulades, amb nervació palmada, brillants per l'anvers i pàl·lides pel revers. Els fruits són càpsules espinoses amb una cel·la interna que conté diverses llavors, que són dispersades pel vent i pels insectes (especialment les abelles). Les seves flors són molt petites, de color verd-grogós, monoiques, reunint-se les flors femenines en corimbe i les masculines en raïms. El periant és sepalí i acrescent en les flors femenines. L'androceu és poliàndric, estant les anteres basifixades. El gineceu està format per dos carpels sincàrpics.

## Ecologia
Creix en boscos i terrenys humits (1000-1200 mm/any), temperats (al voltant de 18 °C), lleugerament assolellats i de substrat àcid o neutre, i a una alçada de 0-1000 m. respecte al nivell del mar. És de creixement lent (sobretot fora del seu hàbitat) i floreix a la primavera, entre el març i l'abril. Els fruits maduren entre el novembre i el desembre.

## Farmacologia

### Composició química
- Estirol, estirè i estirolè: en forma d'oli essencial. Poden obtenir-se per hidrodestil·lació, sent el punt d'ebullició d'uns 145 °C. L'oli és incolor.
- Estiracina, Cinamat de cinamil: es poden obtenir tractant la resina amb alcohol, èter o benzè calent.
- Cinamat de fenilpropil: líquid espès i inodor.
- Estoresina: constituent principal.
- Àcid cinnàmic
- Triterpens: àcids oleanòlics, 3-epioleanòlic.
- Vanil·lina
- Tanins

### Usos medicinals
A partir de la seva saba s'obté un oli anomenat estorac, que s'utilitza sobre afeccions de la pell, com ara en dermatitis, rascades, talls, cremades i úlceres cutànies.
També pot utilitzar-se com a bàlsam per inhalació en refredats, per facilitar l'expulsió de moc de les vies respiratòries i per calmar la tos.
Gràcies a la presència de tanins, pot utilitzar-se per tractar diarrea i tos irritant.
De la mateixa manera, es creu que podria ser útil per a tractar ansietat, bronquitis, dermatofitosi, sarna, estrès, hemorroides, fístula anal, algun tipus de càncer, inflamacions i algunes micosis.

### Accions farmacològiques
- Antibacterià
- Antídot
- Antiinflamatori
- Antisèptic
- Astringent: degut als tanins presents a les fulles i a l'escorça
- Cicatritzant
- Emol·lient
- Estimulant
- Expectorant
- Parasiticida
- Supuratiu
- Tònic amarg

### Toxicitat
No es coneix, tot i que la seva ingesta pot causar diarrea. En algunes persones ha provocat reaccions al·lèrgiques. L'aplicació tòpica excessiva pot provocar absorció transdèrmica i causar danys renals.

### Presentacions i dosis
- Bàlsam per via interna.
- Tintura
- Infusió de fulles
- Decocció de l'escorça: per a rentats i gàrgares

## Observacions

### Obtenció de l'estorac
L'escorça de l'arbre és triturada mecànicament a l'estiu, i ratllada a la tardor. Llavors, es sotmet a un cicle d'expressió en aigua freda i posterior ebullició fins que l'estorac és obtingut. Per tal d'evitar la pèrdua dels components volàtils (olis essencials), es dissol el bàlsam en etanol.

### Altres usos
La fusta és un valorat combustible natural, gràcies a l'alt contingut en olis.
L'exportació de l'estorac és una important font d'ingressos pels habitants de les zones on és endèmic.
L'oli és utilitzat com a base emol·lient en cosmètica, sobretot en la producció de sabons, i en perfumeria és molt valorada la seva aroma, ja que és molt semblant al gessamí.
El liquidàmbar oriental és molt apreciat en la jardineria gràcies a la seva forma i als seus colors atractius.
A causa de la seva aromaticitat, l'oli també és utilitzat per a l'elaboració d'encens.

### Perill d'extinció
El liquidàmbar oriental es troba en perill d'extinció per culpa de la desforestació il·legal, per tal d'obtenir la seva fusta, i per l'obtenció massiva de l'estorac. Actualment, trobem el L. orientalis limitat a la província de Mugla i al sud-oest de la província d'Anatolia.